# Monumento ai caduti francesi (Cà Morino)

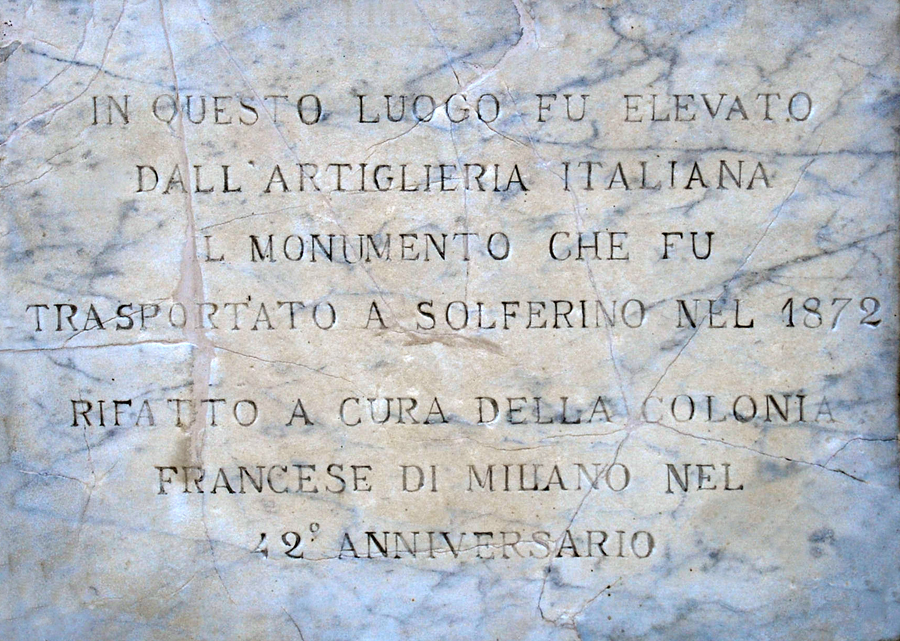
Lapide sul monumento

Il monumento ai caduti francesi si trova a Cà Morino, una località del comune di Medole, in provincia di Mantova.

## Storia
Fu eretto nel 1872 dall'Artiglieria italiana e dedicato alle truppe francesi del maresciallo Patrice de Mac-Mahon, che, il 24 giugno 1859 nella battaglia di Solferino, si scontrarono con gli austriaci in quella località, mettendoli in fuga dopo aspro combattimento. Durante la battaglia venne ferito alla spalla sinistra anche il generale francese Charles Auger, che fu portato agonizzante nella vicina Castiglione, dove venne curato e dove morì il 30 giugno.
Una lapide commemorativa recita: